# Kongolo
Kongolo è un centro abitato della Repubblica Democratica del Congo, situato nella Provincia di Tanganyika.